# Deniz Erkanat
Deniz Erkanat (bürgerlich Kadriye Erkanat; * 28. August 1948 in Eskişehir) ist eine türkische Schauspielerin.

## Leben und Karriere
Erkanat wurde am 28. August 1948 in Eskişehir geboren. Ihr Debüt gab sie 1963 in dem Film Şafak Bekçileri. Zu ihren bekanntesten Werken gehören Filme wie Hayatım Senindir, Küçük Sevgilim und 3 dev adam, sowie ihre Rolle in der Fernsehserie Böyle mi Olacaktı.
Ihren buisher letzten Auftritt hatte sie 2008 in der Serie Ece . Danach zog sie sich aus der Filmbranche zurück.

## Filmografie (Auswahl)
- 1963: Şafak Bekçileri
- 1963: Makber
- 1971: Gelin Çiçeği
- 1971: Hayatım Senindir
- 1971: İki Ruhlu Kadın
- 1971: Yağmur
- 1972: Acı Zafer
- 1972: Akrep Mustafa
- 1972: Beyaz Kurt
- 1972: Beyoğlu Kan Kokuyor
- 1972: Dokunma Ölürsün
- 1972: İyi Döverim Kötü Döverim
- 1972: Kaçak
- 1972: Keloğlan İle Cankız
- 1972: Ölüm Elçileri
- 1972: Ölüm Kanunu
- 1973: 3 dev adam
- 1973: Kara Osman
- 1973: Siyah Eldivenli Adam
- 1973: Susuz Yaz
- 1984: Fidan
- 1986: Kuşatma
- 1989: Sessiz Fırtına
- 1995: Çiçek Taksi
- 1997: Böyle mi Olacaktı
- 2008: Ece